# Semper fidelis
Semper fidelis je latinský výraz pro sousloví „Vždy věrný“. V současnosti je patrně nejznámější jako motto americké námořní pěchoty (rovněž v podobě Semper fi).

## Historie
Toto sousloví slouží jako slogan řady měst, vojenských útvarů, institucí i rodin v mnoha zemích již od 16. století (např. od roku 1558 je mottem anglického města Exeter, v roce 1658 je papež Alexandr VII. udělil ukrajinskému – tehdy polskému – městu Lvov), řada dalších skupin a komunit tento slogan později převzaly rovněž.
Marine Corps motto převzaly v roce 1883 od plukovníka Charlese McCawleyho, osmého velitele Marine Corps; stalo se i oficiálním názvem jejich hymny.
Toto motto má ve znaku i Útvar pro ochranu prezidenta České republiky.